# Надемский, Николай Захарович
Никола́й Заха́рович (Заха́рьевич) Наде́мский (Анто́нов) (укр. Микола Захарович Надемський; 10 июля 1892, Киев — 27 декабря 1937, Одесса) — украинский и советский актёр театра и кино. Жертва политического террора в СССР.

## Биография
Родился в Киеве в семье учителя. С детства увлекался театром, учился в Киевском художественном училище.
Актёрскую деятельность начинал в Александринском театре в 1915 году, гастролировал в Стокгольме и Гельсингфорсе в составе труппы антрепренёра Александринского театра Николая Шухмина. С началом Первой мировой войны был призван в Русскую императорскую армию, служил в лейб-гвардии Кексгольмском полку, в октябре 1917 года в составе частей Кексгольмского полка участвовал в вооружённом восстании в Петрограде. В 1917 году вернулся в Киев. Работал грузчиком, заведующим складом на заводе «Арсенал», организовал рабочий клуб, в 1918 году участвовал в революционном восстании на заводе. Принимал участие в работе ревкома Печерского района Киева.
В 1920 году вернулся к актёрской деятельности. 1920—1921 годах — актёр Киево-Печерского рабочего театра, передвижного театра «Каменярі» под руководством П. Т. Долины при Киевском «Сахартресте», Театре имени Леси Украинки в Киеве и Умани. Пробовал себя в режиссуре.
В 1923—1925 годах — актёр Государственного украинского драматического театра имени Ивана Франко в Харькове, в 1925—1926 годах — Украинского государственного драматического театра в Одессе.
Одним из бессменных сотрудников Довженко стал на долгое время актёр Николай Надемский <…>. Ему, совсем ещё молодому человеку, Довженко доверил в «Звенигоре» самую важную, на его взгляд, роль <…>. Он сыграл роль деда. <…> И тридцатилетний актёр сумел отлично исполнить её.
В кино с 1926 года, работал на Одесской, затем — на Киевской кинофабрике ВУФКУ (с 1930 года — «Украинфильма»). Сыграл около пятидесяти ролей, во многих фильмах играл по две-три роли. Снимался у Довженко, Кавалеридзе, Шпиковского, Стабового, Чардынина и других.
Арестован 17 декабря 1937 года, обвинён в участии в контрреволюционной украинской националистической организации. Приговорён 23 декабря 1937 года «тройкой» при Управлении НКВД по Одесской области по статьям 54-10, 54-11 УК УССР к ВМН. Расстрелян 27 декабря 1937 года в Одессе. Реабилитирован 12 мая 1962 года Президиумом Одесского областного суда.

## Избранные театральные роли
- «Трактирщица» К. Гольдони — Маркиз
- «97» Н. Кулиша — Дед с палкой
- «Чёрт и шинкарка» С. Кшивошевского — Хромой чёрт
- «Грех» В. Винниченко — Ноздря
- «Моб» Э. Синклера — Бедный

## Фильмография
- 1926 — Беня Крик — Колька Паковский, налётчик
- 1926 — Борьба гигантов — рабочий
- 1926 — Буряк помог — Гнат, куркуль
- 1926 — Гамбург — сыщик
- 1926 — За лесом — кулак Гнат
- 1926 — П.К.П. — заговорщик
- 1926 — Ягодка любви (короткометражный) — продавец сельтерской воды
- 1927 — Борислав смеётся — дед Матвей, рабочий-счетовод
- 1927 — В погоне за счастьем — старый цыган
- 1927 — Гонорея — Соловьёв, приказчик
- 1927 — Звенигора — дед / генерал
- 1927 — Каприз Екатерины II — писарь советника Корбэ / стряпчий
- 1927 — Митя — поэт-репортёр
- 1927 — Цемент — Лухава, предсовпроф
- 1927 — Человек из леса — строитель
- 1927 — Черевики — кум
- 1928 — Арсенал — чиновник с ведром / националист с лампадкой (нет в титрах)
- 1928 — Бенефис клоуна Жоржа — красноармеец Георгий Бубликов, он же клоун Жорж
- 1928 — Ночной извозчик — сторож морга (нет в титрах)
- 1928 — Три комнаты с кухней — ночной сторож
- 1929 — В сугробах — дед-лесник
- 1929 — Чертополох — Иван, бедняк
- 1930 — Баштанская республика — середняк
- 1930 — Взорванные дни — Муругий
- 1930 — Гость из Мекки — Шах-Каммон, слепой старец
- 1930 — Давид Горелик — старый еврей
- 1930 — Земля — дед Семён
- 1930 — Право отцов — чиновник
- 1930 — Соленые ребята — старый рабочий
- 1931 — Волчий хутор — комиссар / старик
- 1931 — Генеральная репетиция — меньшевик
- 1931 — Чатуй — бедняк
- 1931 — Человек без футляра — Жихарев-отец / директор завода
- 1932 — Иван — старый крестьянин
- 1932 — На великом пути
- 1932 — Приятного аппетита — заведующий столовой
- 1932 — Сенька с «Мимозы» — бывший учитель
- 1933 — Колиивщина — поп Дионисий
- 1933 — Суровые дни — сибиряк / Никифор Голутвенко
- 1934 — Казнь — Лукич
- 1934 — Молодость — обыватель / партизан / офицер
- 1934 — Петербургская ночь — старый еврей (нет в титрах)
- 1935 — Восстание рыбаков — рыбак (нет в титрах)
- 1935 — Дивный сад — профессор / чиновник с корзиной / офицер в лесу
- 1936 — Депутат Балтики — председатель собрания (нет в титрах)
- 1936 — Назар Стодоля — пан Халецкий
- 1936 — Половодье — дед Микола
- 1936 — Прометей — Тарас Шевченко
- 1937 — Соловей — Каспар

## Комментарии
1. ↑  Согласно документам, хранящимся в Государственном архиве Одесской области (Фонд Р-8065, опись 2), Н. З. Надемский родился 10 июля 1892 года[1][2];  в Шевченковской энциклопедии, изданной в Киеве в 2013 году (Т. 4, С. 409), указана дата рождения Н. З. Надемского — 15 (27) сентября 1892 года[3], в Кинословаре в 2 томах (1966—1970) — декабрь 1892 года[4], в биографическом справочнике В. Н. Миславского — 21 декабря 1892 года[5].